# Codessoso, Curros e Fiães do Tâmega
Codessoso, Curros e Fiães do Tâmega é uma freguesia portuguesa do município de Boticas, com 35,17 km² de área e 257 habitantes (censo de 2021). A sua densidade populacional é 7,3 hab./km².

## História
Foi constituída em 2013, no âmbito de uma reforma administrativa nacional, pela agregação das antigas freguesias de Codessoso, Curros e Fiães do Tâmega e tem a sede em Condessoso.

## Demografia
A população registada nos censos foi:
| Distribuição da População por Grupos Etários | Distribuição da População por Grupos Etários | Distribuição da População por Grupos Etários | Distribuição da População por Grupos Etários | Distribuição da População por Grupos Etários | Distribuição da População por Grupos Etários |
| -------------------------------------------- | -------------------------------------------- | -------------------------------------------- | -------------------------------------------- | -------------------------------------------- | -------------------------------------------- |
| Antes da agregação                           |                                              |                                              |                                              |                                              |                                              |
| Ano                                          | 0-14 anos                                    | 15-24 anos                                   | 25-64 anos                                   | >= 65 anos                                   | Total                                        |
| 2001                                         | 57                                           | 57                                           | 197                                          | 111                                          | 422                                          |
| 2011                                         | 35                                           | 23                                           | 129                                          | 111                                          | 298                                          |
| Após a agregação                             |                                              |                                              |                                              |                                              |                                              |
| Ano                                          | 0-14 anos                                    | 15-24 anos                                   | 25-64 anos                                   | >= 65 anos                                   | Total                                        |
| 2021                                         | 27                                           | 18                                           | 118                                          | 94                                           | 257                                          |